# Jasikovo
Jasikovo (cyr. Јасиково) – wieś w Serbii, w okręgu borskim, w gminie Majdanpek. W 2011 roku liczyła 582 mieszkańców.